# Eletroconvulsoterapia

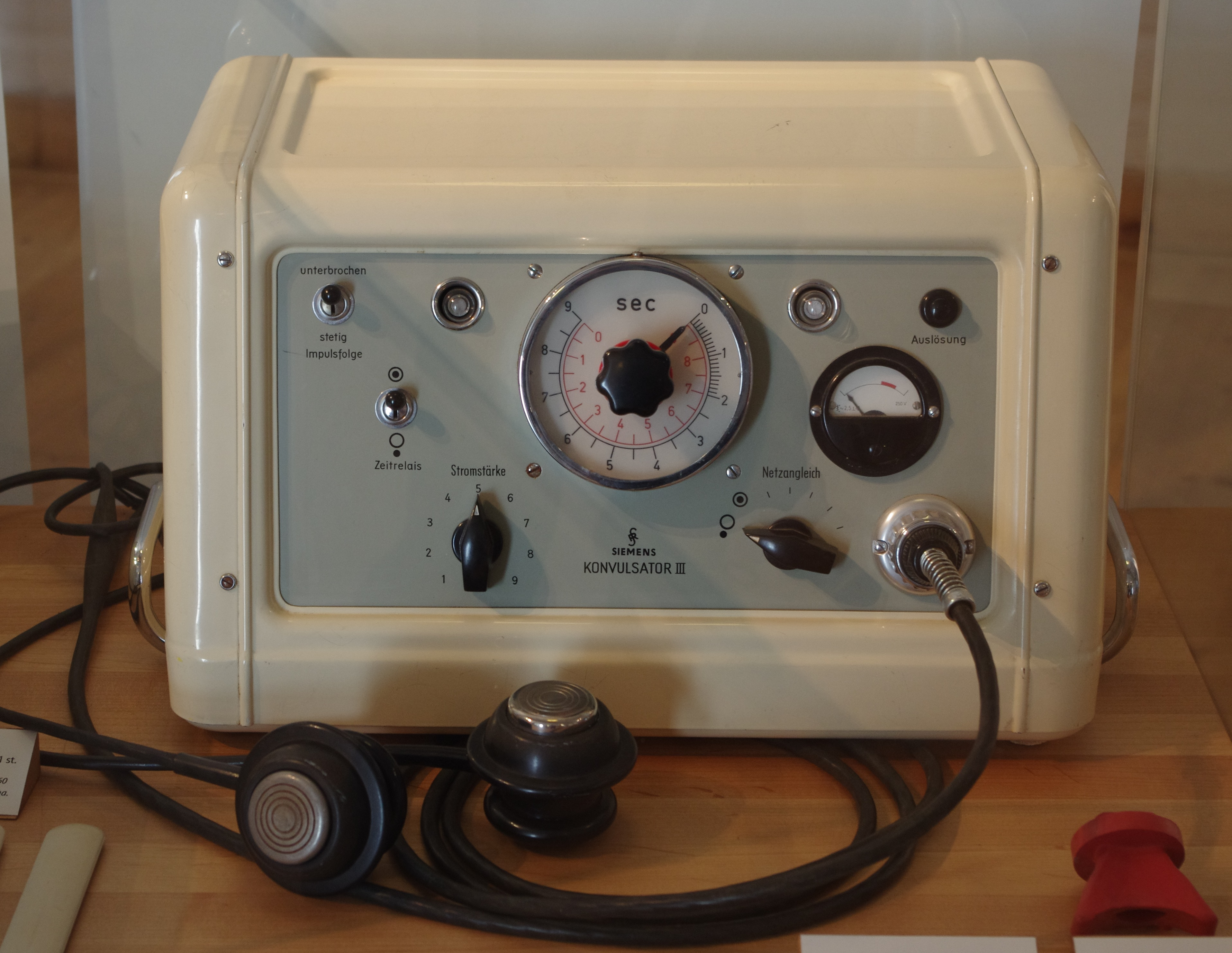
Máquina de eletrochoque Siemens III usada em ECT, de cerca de 1960.

A eletroconvulsoterapia (ECT), terapia eletroconvulsiva, electroconvulsivoterapia, eletroconvulsivoterapia, também conhecida por eletrochoques, é um tratamento psiquiátrico no qual são provocadas alterações na atividade elétrica do cérebro induzidas por meio de passagem de corrente elétrica, sob condição de anestesia geral. Desenvolvida por volta de 1930, hoje em dia é um método utilizado mais frequentemente no tratamento de grande escala da depressão, sendo também usada para tratar a esquizofrenia, a mania, a catatonia, a epilepsia e a doença bipolar. A literatura médica atual confirma que a ECT é um procedimento seguro, eficaz e indolor, para o qual continuam a existir indicações precisas.

## Contra-indicações
Apesar dos poucos estudos não se recomenda ser usado em pacientes grávidas, com algum tumor, histórico de infarte ou arritmia cardíaca, marca-passo cardíaco, aneurisma, deslocamento de retina, feocromocitoma e doenças pulmonares pelos prováveis riscos dessa combinação

### Risco de morte
Uma meta-análise de 2017 constatou que a taxa de mortalidade da eletroconvulsoterapia (ECT) foi de cerca de 2,1 por 100.000 procedimentos. Uma revisão de 2011 relatou uma estimativa da taxa de mortalidade associada à ECT como menos de 1 morte a cada 73.440 tratamentos.